# Valkeajärvi (Gällivare socken, Lappland)
Valkeajärvi är en sjö i Gällivare kommun i Lappland och ingår i Råneälvens huvudavrinningsområde.